# Euphante
Vous lisez un « bon article » labellisé en 2011.
Euphante (en grec ancien Εὔφαντος / Eúphantos) est un philosophe, historien et poète tragique grec du IVe siècle av. J.-C. (né avant -348 – mort après 292 av. J.-C.) originaire d'Olynthe en Chalcidique. Seulement recensée par un petit nombre de fragments, sa pensée relève de l'École mégarique. Euphante est l'auteur d'un discours, Sur la royauté, pour son élève Antigonos II Gonatas, d’Histoires sur les événements de son temps ainsi que de plusieurs tragédies non identifiées. Aucune de ces œuvres n'a été conservée.

## Sources antiques
Il n'existe que six mentions du nom d'Euphante dans la littérature antique. Elles composent les fragments 68, 69, 70, 71, 82 et 164A de la synthèse de Robert Müller, Les Mégariques, fragments et témoignages.
Trois de ces mentions proviennent du même ouvrage, les Vies, doctrines et sentences des philosophes illustres de Diogène Laërce. Cette doxographie du IIIe siècle décrit brièvement la vie et l'œuvre d'Euphante dans un bref paragraphe de la Vie d'Euclide de Mégare (II, 110 = fr. 68). Elle cite ses Histoires (II, 141 = fr. 71) et rapporte l'existence d'un hypothétique fils ou disciple (II, 143 = fr. 164A).
Les trois autres mentions sont issues de sources diverses. Un extrait des Deipnosophistes d'Athénée cite également les Histoires (VI, 251d = fr. 70). Un papyrus anonyme d'Herculanum donne son nom dans une liste de philosophes mégariques (1112 = fr. 69). Enfin, un fragment d'un traité de Philodème de Gadara invoque son témoignage (339 col. VI = fr. 72).

## Biographie

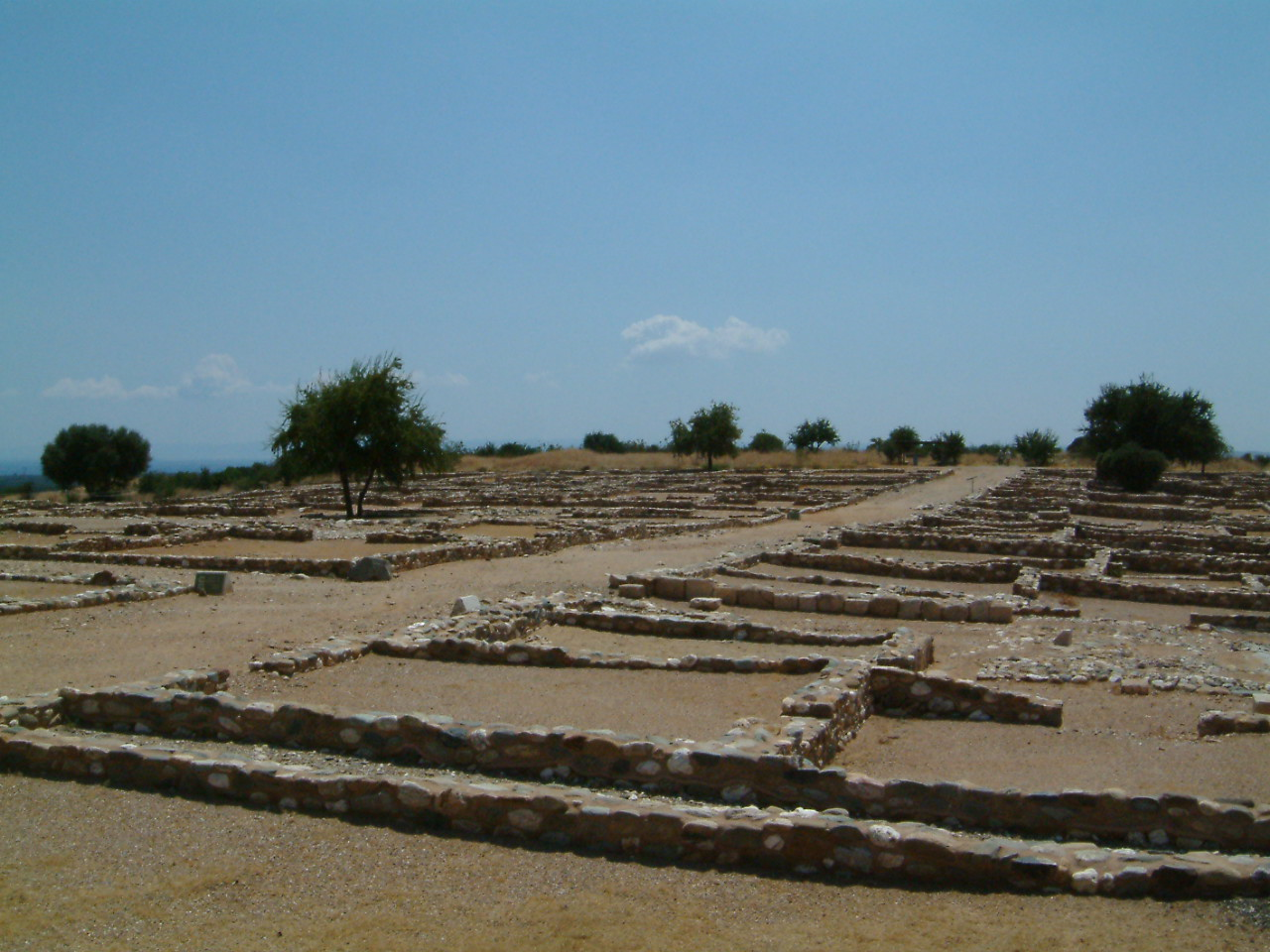
Vestiges de l'ancienne Olynthe

Originaire d'Olynthe, Euphante est forcément né avant -348. En effet, à cette date, la cité alliée d'Athènes est anéantie par l'armée de Philippe II de Macédoine. Diodore de Sicile résume en ces termes les circonstances de la destruction d'Olynthe : Philippe « remporta d'abord la victoire dans deux batailles contre les Olynthiens et les enferma dans leur ville qu'il assiégea, mais ses assauts continuels lui firent perdre de nombreux soldats dans les batailles menées sous les remparts. Finalement il acheta les chefs des Olynthiens, Euthycratès et Lasthénès, et prit Olynthe qu'ils avaient livrée. Il pilla la ville et réduisit ses habitants en esclavage et les vendit comme butin. [...] Il récompensa ceux de ses soldats qui avaient fait preuve de bravoure au combat par de riches présents et donna des sommes importantes aux gens influents dans les cités. Il eut ainsi à sa solde de nombreux traîtres à la patrie ». Le sort de la famille d'Euphante demeure inconnu. Aucune source ne faisant mention d'un statut d'« esclave », on peut conjecturer qu'elle a échappé, d'une manière ou d'une autre, aux armées macédoniennes.
Euphante devient l'élève d'Eubulide de Milet à une date indéterminée. Sa position exacte au sein de l'École mégarique reste sujette à conjectures. En effet, les œuvres d'Euphante relèvent davantage de la littérature que de la philosophie : à ce titre, selon Müller, leur auteur « se tient manifestement en marge de l’École de Mégare ». Cependant, un bref fragment met son nom aux côtés d'Alexinos et d'Eubulide (« de Memnon, d'Alexinos, de toi et d'Euphante »,), ce qui suppose qu'il joue un rôle important au sein de l'école : « la présence du nom d’Euphante à côté de ceux d’Alexinos, d’Eubulide et peut-être de Stilpon [...] indiquerait alors qu’il était considéré comme un philosophe au même titre que les autres membres cités de l’école, et solidaires de leurs positions ». Venant à l'appui de cette seconde thèse Philodème de Gadara convoque Euphante dans un traité critique sur les stoïciens : « car ce que nous disons est attesté par Hiéronymos et Euphante de Chalcidique, ainsi que par Hégémon d’Athènes »,. Très lacunaire, ce passage ne permet néanmoins pas d'identifier l'apport d'Euphante.
À la fin du IVe siècle av. J.-C., il est nommé précepteur d'un « roi Antigone », généralement identifié à Antigone II Gonatas, né aux alentours de 320 av. J.-C. C'est à son attention qu'il écrit le discours Sur la royauté.
Un témoignage incomplet de Philippe de Mégare, cité par Diogène Laërce, fait état d'un disciple ou d'un fils anonyme d'Euphante (peut-être Diphile du Bosphore). Délaissant l'enseignement de ce dernier, il serait devenu un disciple de Stilpon,,.
On ignore la date de la mort d'Euphante. Diogène Laërce indique, vaguement, qu'il est « mort de vieillesse ». Comme le souligne Róbert Müller, la mention de l'ambassade de Ménédème d'Érétrie dans les Histoires, rend ce décès logiquement postérieur à 292 av. J.-C.

## Œuvres
Diogène Laërce évoque deux de ses œuvres.
Sur la royauté (Περὶ βασιλείας / Perí basileías), est un discours dédié à Antigone II Gonatas. Selon Diogène Laërce, il serait « particulièrement apprécié ».
Les Histoires (Ἱστορίαι / Historíai), en au moins quatre livres, portent apparemment sur des événements contemporains de la vie d'Euphante. Diogène Laërce les cite pour décrire l'ambassade de Ménédème auprès de Démétrios Poliorcète. Athénée les mentionne également, mais visiblement à tort. Il affirme que « Au livre quatre des Histoires, Euphante rapporte que le roi d’Égypte Ptolémée III avait un parasite du nom de Callicrate ; celui-ci était si singulier que non seulement il portait un portrait d’Ulysse sur son anneau à cacheter, mais qu’en outre il avait donné à ses enfants les noms de Télégonos et d’Anticlée »,. Le règne de Ptolémée III n'ayant débuté qu'en 246 av. J.-C., soit plus d'un siècle après la destruction d'Olynthe, Euphante ne peut en avoir dressé la chronique.
À ceci s'ajoutent plusieurs tragédies inconnues qui, toujours selon Diogène Laërce, « lui valaient la célébrité dans les concours publics ».

### Sources antiques
- Diogène Laërce, Vies, doctrines et sentences des philosophes illustres [détail des éditions] (lire en ligne).
- Athénée, Deipnosophistes [détail des éditions] (lire en ligne).
- Diodore de Sicile, Bibliothèque historique [détail des éditions] [lire en ligne].
- Philodème de Gadara, Sur les Stoïciens, Pap. Herc. 339, col. VI.
- Papyri Herculanenses, 1112, fr. 2.

### Éditions scientifiques
- Diogène Laërce, Vie et doctrine des philosophes illustres, Le Livre de poche, 1999, 1400 p. (ISBN 978-2-253-13241-7), p. 321-366 .

### Études modernes
- (de) Klaus Döring, Die Megariker. Kommentierte Sammlung der Testimonien, Amsterdam, Grüner, 1971, 187 p. (ISBN 90-6032-003-4).
- [Müller 1985] Róbert Müller (trad. du grec ancien), Les Mégariques, fragments et témoignages, Paris, Vrin, 1985, 260 p. (ISBN 2-7116-0887-5, lire en ligne), p. 32 .
- [Müller 2000] Róbert Müller, « Euphante d'Olynthe », dans Richard Goulet (dir.), Dictionnaire des philosophes antiques, t. III, Paris, CNRS éditions, 2000, 334-335 p. .

### Autres sources
- [Orrieux et Schmitt-Pantel 2004] Claude Orrieux et Pauline Schmitt-Pantel, Histoire grecque, Paris, PUF, 2004, 528 p. (ISBN 978-2-13-054323-7), p. 331 .
- [Fortenbaugh 2004] (en) William W. Fortenbaugh, Lyco of Troas and Hieronymus of Rhodes : text, translation, and discussion, New Jersey, Rutgers University Studies in Classical Humanities, 2004, 494 p. (ISBN 0-7658-0253-8), p. 56 .